# Договор в Сан-Ильдефонсо (1796)
Второй договор в Сан-Ильдефонсо был подписан 19 августа 1796 года между Испанией и Французской республикой. По условиям договора Франция и Испания создавали военный альянс и объединяли свои силы против Великобритании.
После того, как в 1795 году Испания и Франция заключили Базельский мирный договор, обе стороны решили объединить свои силы против Великобритании. Франция в это время воевала против Первой коалиции, в которой Великобритания играла ведущую роль, в то же время английский флот нападал на испанский корабли, блокируя связи Испании с американскими колониями.
18 августа 1796 года во дворце Ла-Гранха Мануэль Годой, от имени Карла IV, и генерал Катарин-Доминик Периньон, от имени Директории, поставили свои подписи под договором. Основные положения договора:
- Между двумя странами заключался наступательный и оборонительный военный союз;
- По требованию одной из подписавших сторон другая сторона в течение трёх месяцев была обязана оказать помощь флотом из пятнадцати линейных кораблей, шести фрегатов и четырёх корветов, каждый из которых должен быть полностью оснащён. В дополнение к флоту должны быть выставлены 18 000 пехотинцев, 6000 кавалерии и артиллерия;
- Снабжение этих сил будет осуществляться за счёт страны, к которой они принадлежат.
- В случае войны по обоюдному согласию обе державы объединят все свои военные силы и будут действовать в согласии друг с другом.
- Стороны не имеют права требовать друг от друга причин объявления войны.

Договор закреплял зависимость Испании от Франции и сразу после его подписания Испания была вовлечена в войну против Англии.